# Championnats panaméricains d'escalade 2018
Navigation
Édition précédente Édition suivante
Les Championnats panaméricains d'escalade 2018 sont la quatrième édition des Championnats d'Europe d'escalade. Ils se déroulent à Guayaquil en Équateur du  21 novembre 2018 au 26 novembre 2018.

## Podiums

### Hommes
| Épreuves   | Or                    | Argent               | Bronze               |
| ---------- | --------------------- | -------------------- | -------------------- |
| Difficulté | Kai Lightner (USA)    | Danny Valencia (ECU) | Rudolph Ruana (USA)  |
| Bloc       | Zach Richardson (CAN) | Palmer Larsen (USA)  | Joseph Diaz (USA)    |
| Vitesse    | John Brosler (USA)    | Carlos Granja (ECU)  | Danny Valencia (ECU) |
| Combiné    | Danny Valencia (ECU)  | Kai Lightner (USA)   | John Brosler (USA)   |

### Femmes
| Épreuves   | Or                       | Argent                          | Bronze                 |
| ---------- | ------------------------ | ------------------------------- | ---------------------- |
| Difficulté | Ashima Shiraishi (USA)   | Ignacia Mellado Quinteros (CHI) | Valentina Aguado (ARG) |
| Bloc       | Sierra Blair-Coyle (USA) | Ashima Shiraishi (USA)          | Valentina Aguado (ARG) |
| Vitesse    | Piper Kelly (USA)        | Andrea Rojas (ECU)              | Leslie Romero (VEN)    |
| Combiné    | Kyra Condie (USA)        | Valentina Aguado (ARG)          | Andrea Rojas (ECU)     |